# Soul Patch

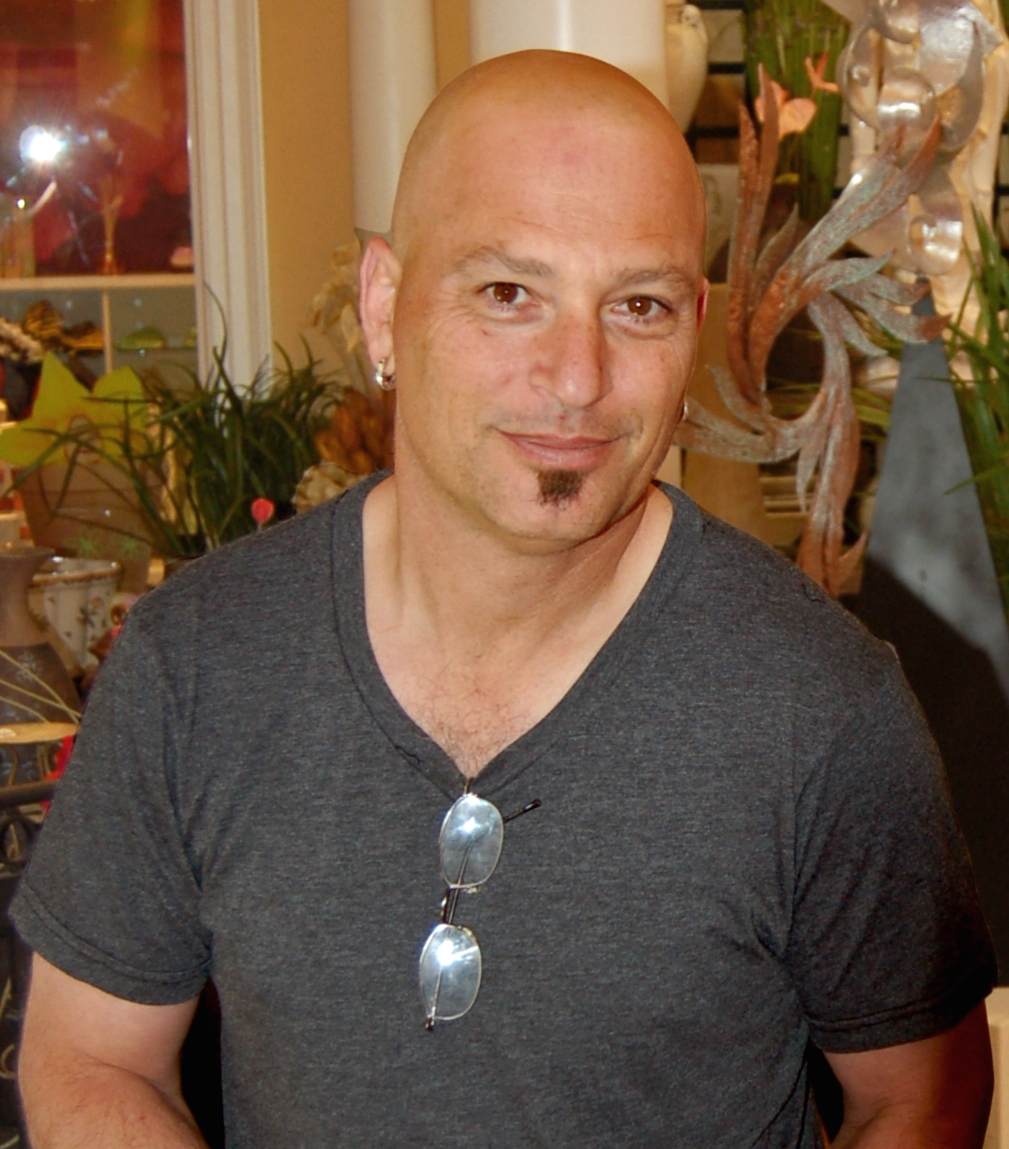
Der kanadische Comedian Howie Mandel mit einem Soul Patch

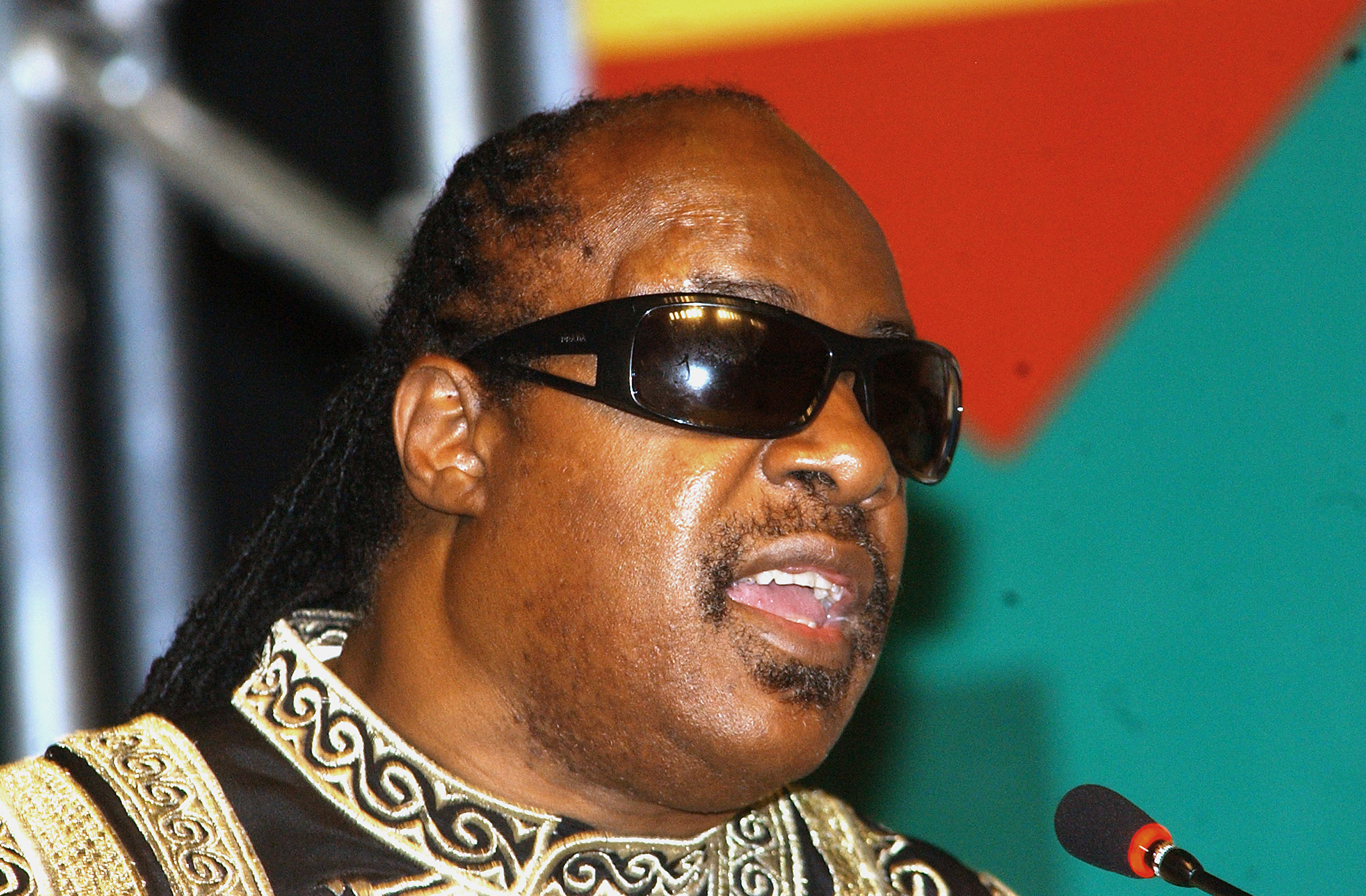
Stevie Wonder trägt auch in jüngerer Zeit noch einen Soul Patch.

Ein Soul Patch ist ein Unterlippenbart, wie er in den 1950er und 1960er Jahren in den USA populär war. Er besteht aus einem schmalen Streifen von Haarwuchs direkt unter der Unterlippe und schließt am beziehungsweise oberhalb des Kinns ab.
Der Stil war bei Afro-Amerikanern populär, speziell bei Jazz-Musikern. Insbesondere Jazztrompeter wie Dizzy Gillespie, aber auch Jazzflötisten wie Chris Hinze trugen einen solchen Bart, weil er angeblich den Ansatz erleichtert.  Die Blues Brothers adaptierten den Bartstil und machten ihn zum Bestandteil ihres Stils.
Die Bartmode geht allerdings schon weiter zurück und ist bei Prominenten im Mittelalter belegt. So trugen William Shakespeare und der im 15. Jahrhundert herrschende Vlad III. Drăculea diesen Bart. Der Soul Patch wurde von einer Reihe von Prominenten in der jüngeren Vergangenheit getragen, darunter die Schauspieler Bob Denver, Howie Mandel und Keanu Reeves und die Sportler Mike Piazza, Randy Johnson und Phil Jackson. Vor allem aber machte eine Reihe Musiker den Soul Patch berühmt, darunter Tom Waits, Frank Zappa (in Kombination mit einem Schnurrbart), Eddie Vedder, Trent Reznor, Stevie Wonder, Ray Charles, Jack Black, Billy Ray Cyrus, Bruce Springsteen, Stevie Ray Vaughan und Fred Durst von Limp Bizkit. Einen offensiv-expliziten Umgang mit dem Begriff pflegt der Gitarrist Steve Vai im Abspann einer Konzert-DVD „Live at the Astoria London“ 2003.